# Washboard Sam
Robert Brown dit Washboard Sam (15 juillet 1910 - 13 novembre ou 6 novembre 1966) est un chanteur et joueur de washboard de blues.

## Biographie
Il naît à Walnut Ridge (Arkansas, près de la frontière du Texas) de père inconnu. Il aurait été vite abandonné par sa mère (qui avait 16 ans à sa naissance) et élevé dans un orphelinat de Texarkana.
Vers la fin des années 1920, il se retrouve à Memphis à jouer de son washboard, où il jouait notamment avec Hammie Nixon et Sleepy John Estes. Il part tenter sa chance à Chicago vers 1932.
Il y rencontrera Big Bill Broonzy (qui prétend être son demi-frère). Big Bill le présente alors au producteur Lester Melrose de Bluebird Records. Melrose lui trouve son surnom "Washboard Sam" et le fait enregistrer.
Il enregistrera de nombreux morceaux, avec entre autres Memphis Slim ou Tampa Red.
Il devient l'un des chanteurs de blues de Chicago les plus connus. Sa voix forte et profonde et son talent de compositeur font oublier ses limitations dans le style.
À l'approche des années 1950, sa gloire déclinera, ayant du mal à s'adapter au nouveau blues électrique.
Sa dernière session d'enregistrement date de 1949. Il prend sa retraite de musicien et s'engage comme officier de police à Chicago. Il enregistrera néanmoins une session en 1953 avec Memphis Slim et Big Bill Broonzy et fera quelques apparitions en concert au début des années 1960, notamment pour le Chicago Blues Festival. Il ne sera qu'effleuré par le Blues Revival des années 1960.
Il meurt à Chicago en novembre 1966, d'une crise cardiaque.

## Discographie
- Washboard Sam : The blues. Swinging the blues 1935-1947 : Frémeaux & Associés 1999.